# John Doughty
John Doughty, ameriški general, * 25. julij 1754, New York, † 16. september 1826, Morristown, New Jersey.